# پرچم بنگلادش
پرچم بنگلادش برای اولین بار در ۱۷ ژانویه ۱۹۷۲ به رسمیت شناخته شد. به عنوان پرچم ملی شناخته می‌شود و همچنین دارای تناسب ۳:۵ می‌باشد؛ که از زمینه سبز یشمی با دایره‌ای در وسط به رنگ قرمز تشکیل شده است.

## نگارخانه

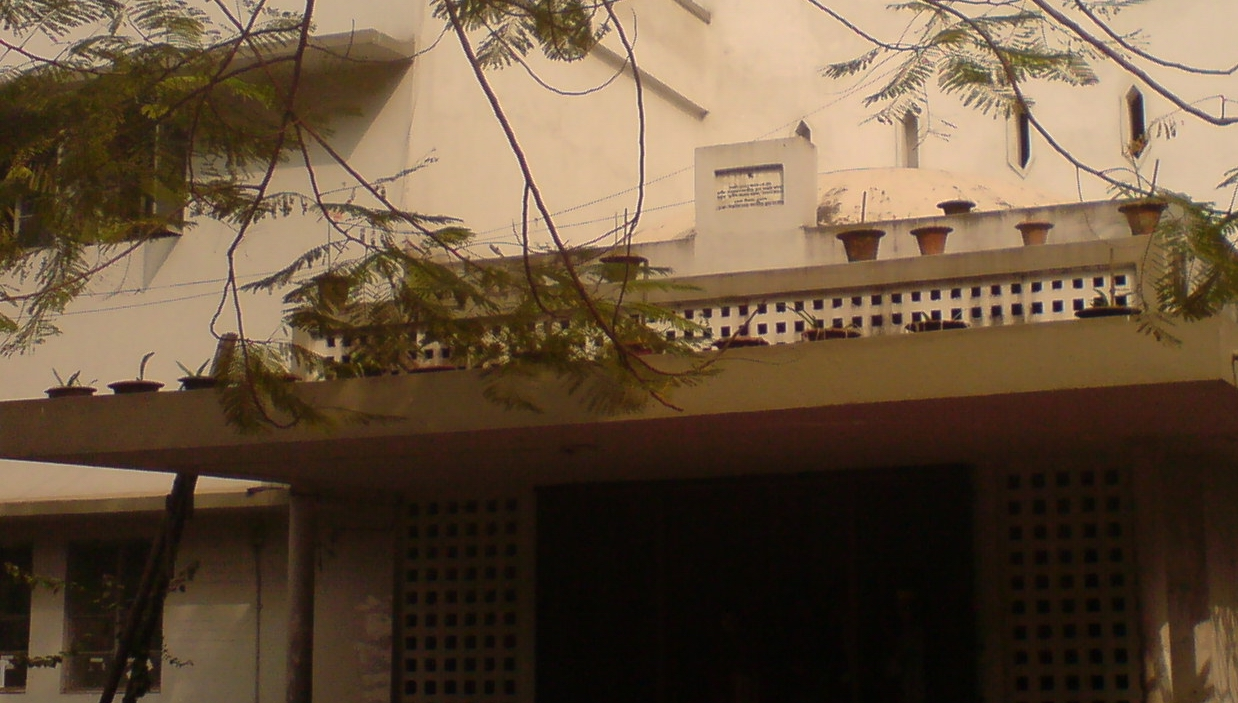